# Saperdoglenea
Saperdoglenea – rodzaj chrząszczy z rodziny kózkowatych i podrodziny zgrzypikowych.

## Zasięg występowania
Przedstawiciele tego rodzaju występują w Azji Południowo-Wschodniej oraz południowych Chinach.

## Systematyka
Do Saperdoglenea należą 3 gatunki:
- Saperdoglenea collardi
- Saperdoglenea gleneoides
- Saperdoglenea hunanensis